# Аль-Хаффа
Аль-Хаффа (араб. الحفة) — місто на північному заході Сирії, розташоване на території мухафази Латакія. Входить до складу району Аль-Хаффа. Чисельність населення у 2004 році становила 4298 мешканців.